# San Miguel de Salinas (kommunhuvudort)
San Miguel de Salinas är en kommunhuvudort i Spanien.   Den ligger i provinsen Provincia de Alicante och regionen Valencia, i den sydöstra delen av landet, 400 km sydost om huvudstaden Madrid. San Miguel de Salinas ligger 78 meter över havet och antalet invånare är 6 281.
Terrängen runt San Miguel de Salinas är lite kuperad. Runt San Miguel de Salinas är det ganska tätbefolkat, med 222 invånare per kvadratkilometer. Närmaste större samhälle är Torrevieja, 9,3 km öster om San Miguel de Salinas. Trakten runt San Miguel de Salinas består till största delen av jordbruksmark.